# Maiopatagium
Maiopatagium furculiferum
Genre
Espèce
Espèces de rang inférieur
- † Maiopatagium furculiferum Meng et al.[1], 2017, espèce type
- † Maiopatagium sibiricum Averianov et al.[2], 2019

Maiopatagium est un genre éteint de mammaliaformes du groupe des haramiyidiens ; c'est un « proto-mammifère » caractérisé par son aptitude à planer grâce à des membranes tendues entre ses membres (patagium). 
L'holotype de Maiopatagium a été découvert dans la formation géologique de Tiaojishan datée du Jurassique moyen à supérieur,, dans l'ouest de la province du Liaoning, sur site fossilifère de Daxishan, près de la ville de Linglongta, dans le nord-est de la Chine. Ce site est daté plus précisément de l'Oxfordien (Jurassique supérieur), entre 161,0 ± 1,44 et 158,5 ± 1,6 Ma (millions d'années). Il fait partie du biote de Yanliao.
L'espèce type, Maiopatagium furculiferum, a été décrite en 2017 par Qing-Jin Meng, David M. Grossnickle,   Di Liu, Yu-Guang Zhang, April I. Neander, Qiang Ji et Zhe-Xi Luo.

## Liste des espèces
Deux espèces sont identifiées :
- Maiopatagium furculiferum. C'est l'espèce type, décrite en 2017, elle provient de l'Oxfordien (Jurassique supérieur) du nord-est de la Chine[1] ;
- Maiopatagium sibiricum, décrite en 2019[2]. Elle est basée sur des dents isolées découvertes dans une mine de charbon creusée dans la formation d'Itat de la région de Krasnoïarsk en Sibérie occidentale (Russie). Elle est datée du Bathonien (Jurassique moyen)[2].

## Description
Le squelette de Maiopatagium furculiferum est parfaitement conservé. Il permet d'observer la présence de membranes de peau, minces et velues, attachées à leurs membres avant et arrière qui sont clairement préservées dans le sédiment lacustre où le fossile a été enfoui. Cette membrane s'appelle un patagium et indique un mode de vie probablement similaire à celui des écureuils « volants » et des lémurs « volants » actuels qui se laissent planer à partir du haut des arbres.
Son corps mesure, sans la queue, environ 13 centimètres de longueur et la queue environ 16 centimètres. 

## Paléobiologie
La morphologie de ses mains et de ses pieds qui rappelle celle des chauve-souris modernes, et la robustesse de sa ceinture pectorale, témoignent d'un mode de vie arboricole et d'un comportement de repos avec le corps suspendu par ses pattes sous une branche.
La forme simple de ses molaires rappelle celle de certaines chauve-souris actuelles qui ont un régime de fruits à chair tendre (frugivore).   
Cet haramiyidien volant a été décrit simultanément avec un de ses proches parents également volant à vol plané, mais de plus petite taille, découvert dans la même formation géologique : Vilevolodon.

## Classification
Maiopatagium est rattaché au clade des Mammaliaformes qui regroupe les mammifères et les genres éteints (du Trias et du Jurassique) se rapprochant le plus de ces derniers. Au sein des Mammaliaformes, Maiopatagium se place dans le clade des Haramiyida et le sous-clade des Euharamiyida. Ce sont des animaux connus à l'origine que par des dents fossiles qui montraient déjà qu'ils étaient parmi les plus primitifs (basaux) des Mammaliaformes.